# Technische Hochschule Ulm

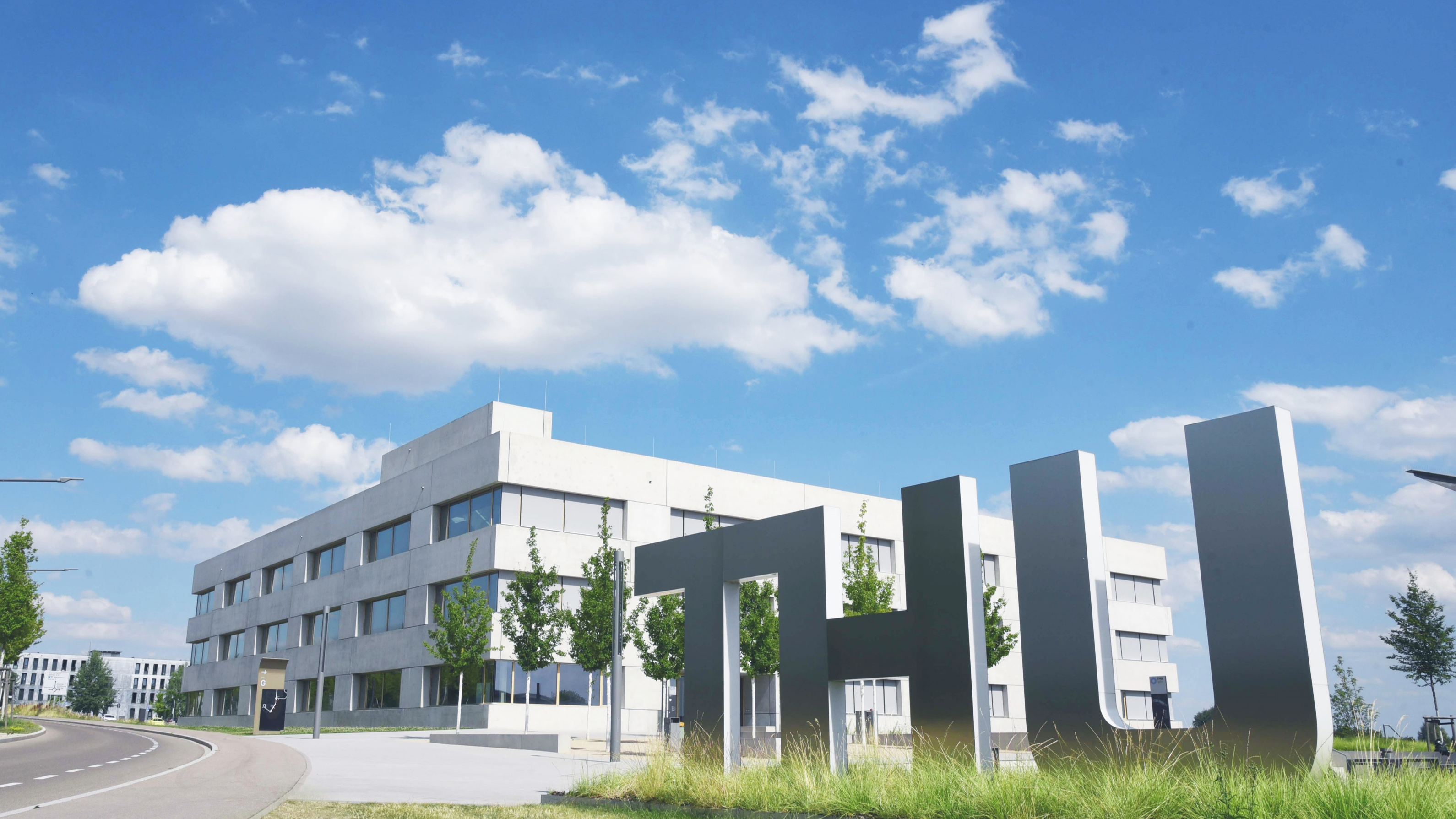
Der THU Neubau im Science Park Ulm

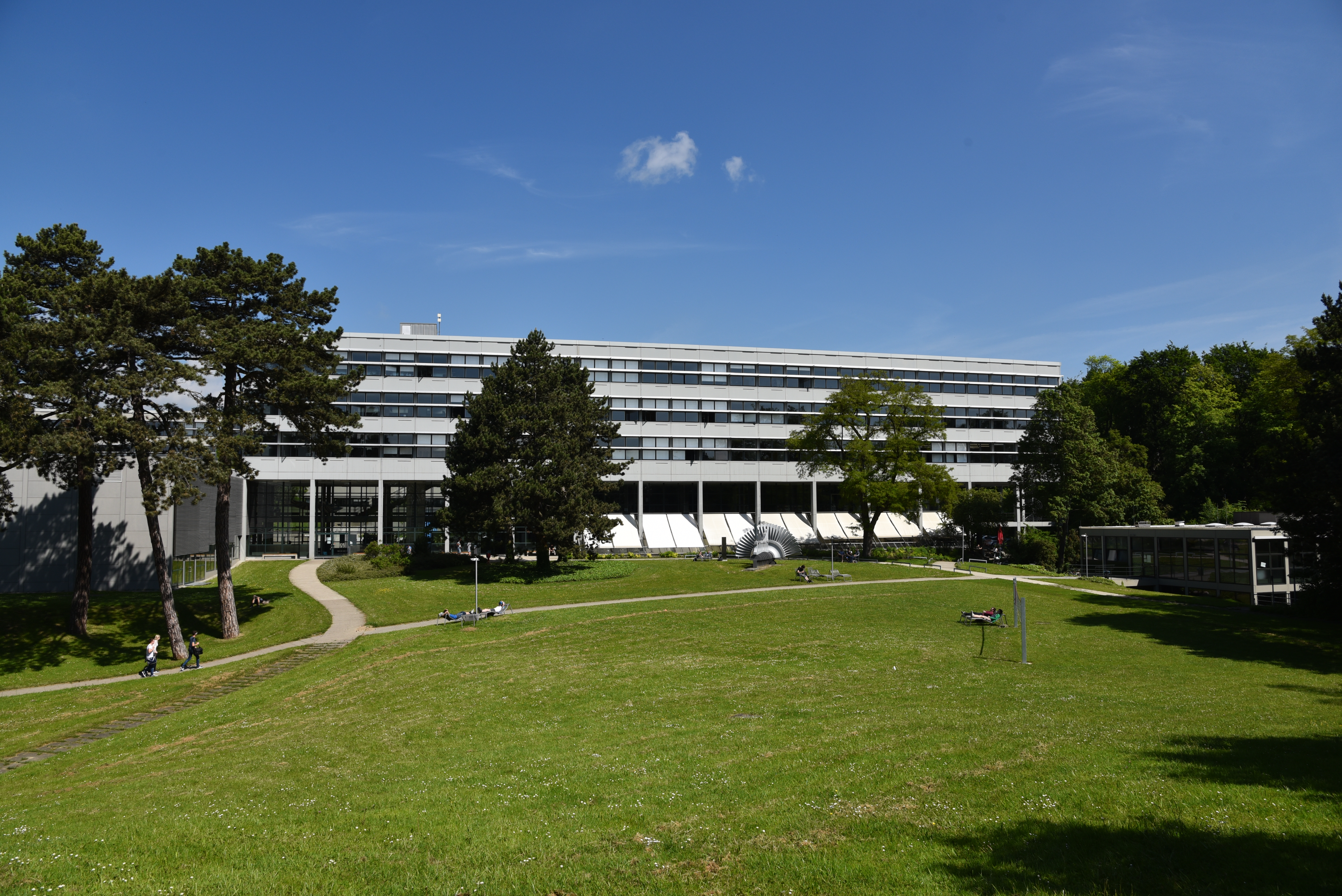
Der Hauptcampus der Technischen Hochschule Ulm in der Prittwitzstraße

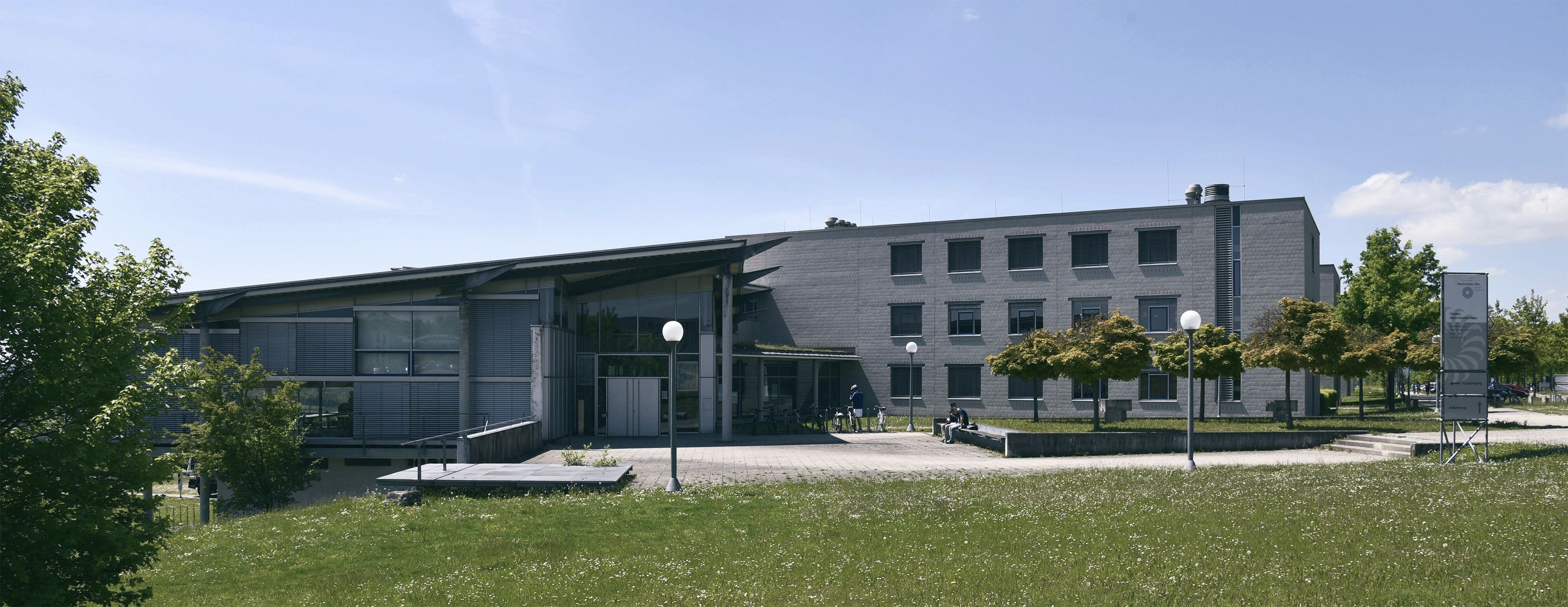
Der Campus Albert-Einstein-Allee auf dem Oberen Eselsberg

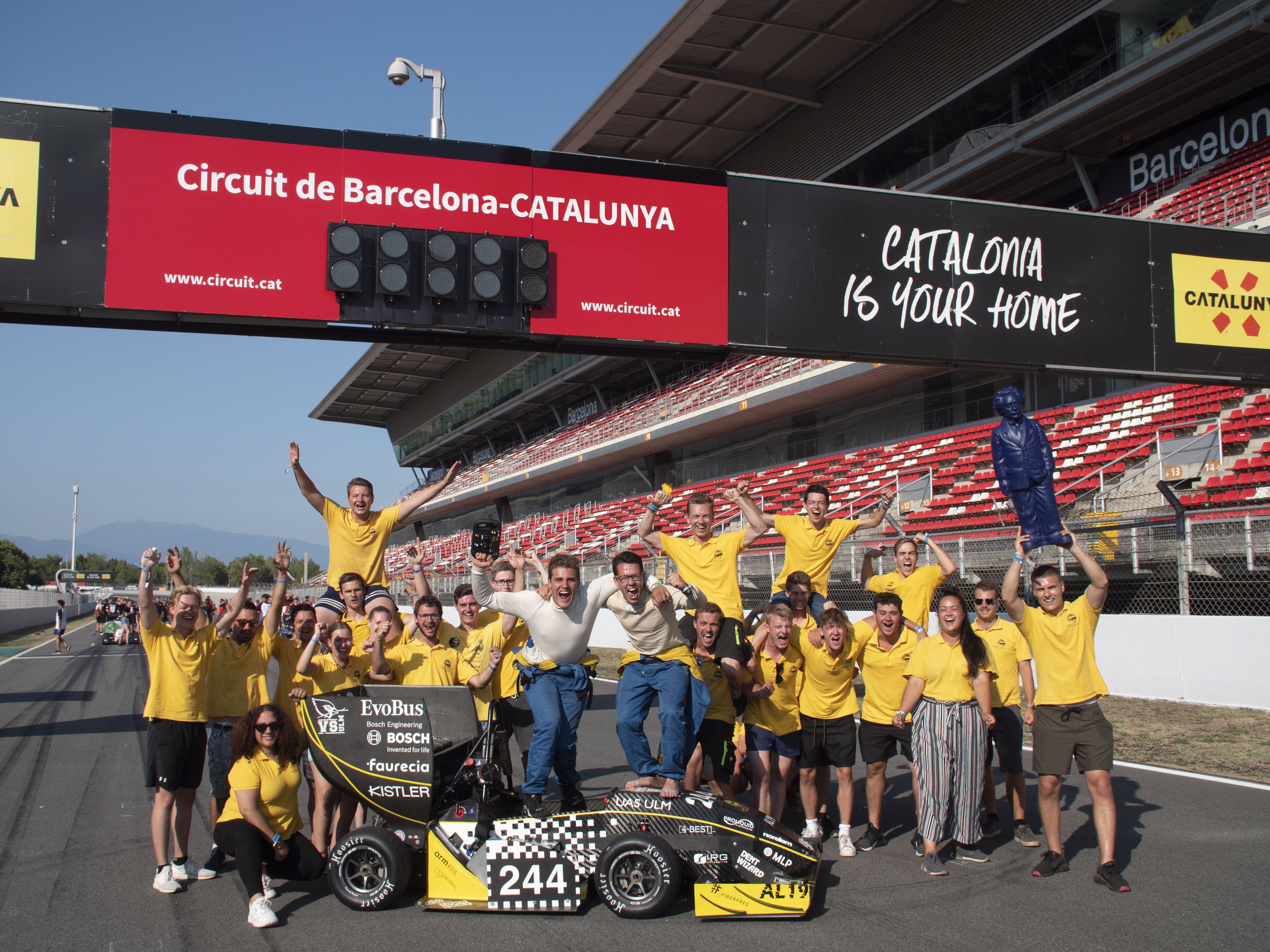
Das Einstein Motorsport-Team der Technischen Hochschule Ulm

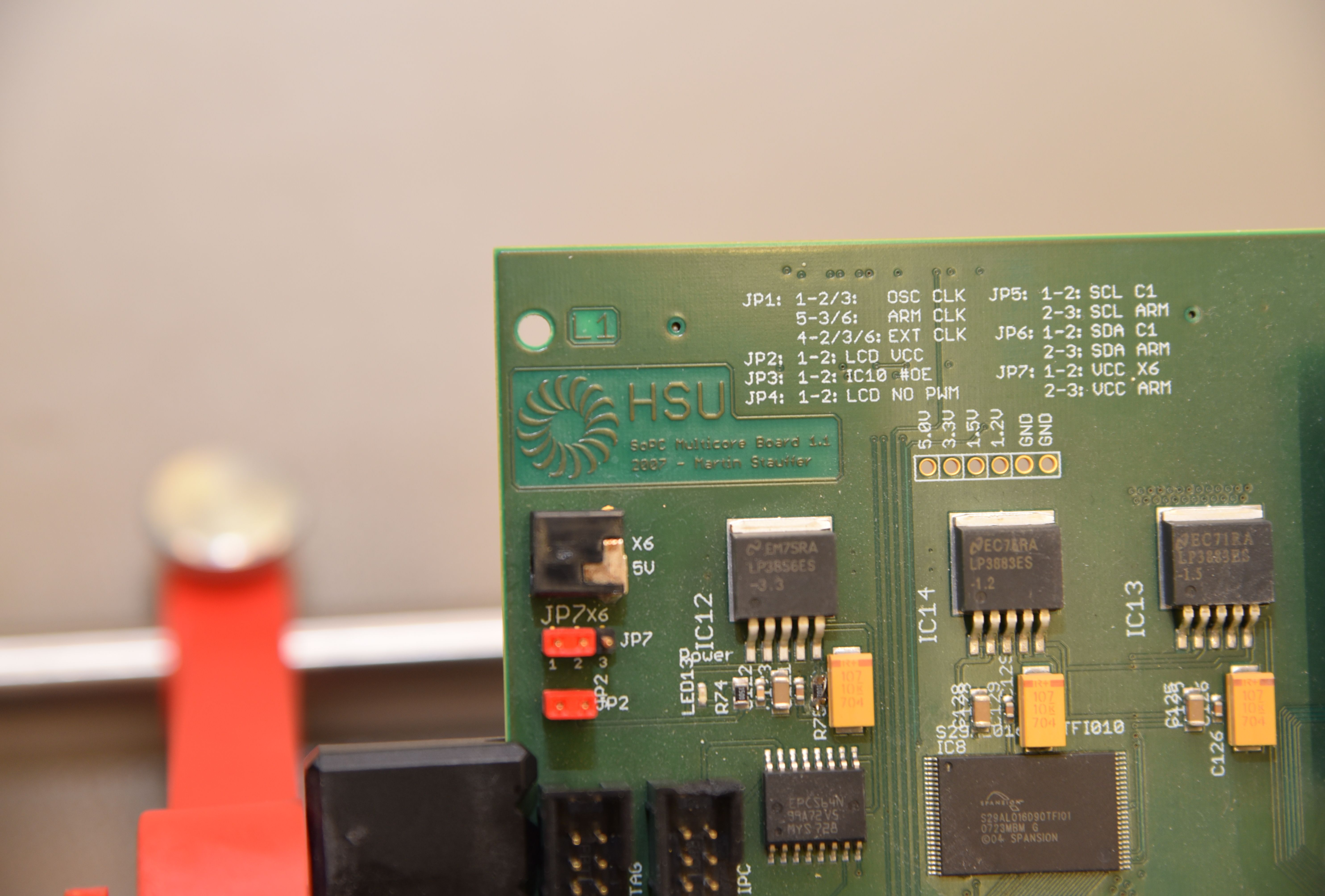
Mithilfe von Lehrplatinen lernen Studierende die Wirkungsweise elektronischer Schaltungen und Systeme kennen und zu nutzen

Die Technische Hochschule Ulm (kurz THU; englisch Ulm University of Applied Sciences) ist eine staatliche Hochschule für angewandte Wissenschaften in Ulm. Sie ist Gründungsmitglied im 2022 errichteten Promotionsverband der Hochschulen für angewandte Wissenschaften Baden-Württemberg.

## Profil
1960 wurde die Vorgängerinstitution „Staatliche Ingenieurschule“ mit den vier Studiengängen Maschinenbau (Konstruktion), Maschinenbau (Fertigung), Nachrichtentechnik und Feinwerktechnik gegründet. Seit 1971 hatte sie den Rang einer Fachhochschule. Aufgrund des neuen Landeshochschulgesetzes erfolgte 2006 eine erneute Umbenennung zur „Hochschule Ulm“.
Seit dem 1. März 2019 heißt die Hochschule „Technische Hochschule Ulm“ (THU) und befindet sich an zwei Standorten in Ulm: Prittwitzstraße und Albert-Einstein-Allee.
An der THU gibt es die folgenden sechs Fakultäten:
- Fakultät Elektrotechnik und Informationstechnik
- Fakultät Mathematik, Natur- und Wirtschaftswissenschaften
- Fakultät Informatik
- Fakultät Maschinenbau und Fahrzeugtechnik
- Fakultät Produktionstechnik und Produktionswirtschaft
- Fakultät Mechatronik und Medizintechnik

Die Hochschule unterhält Kooperationsvereinbarungen mit Hochschulen in 35 Ländern und insgesamt 65 Partnerschaften auf allen fünf Kontinenten. Studierende der Technischen Hochschule Ulm haben die Möglichkeit, ein Semester an einer der 140 Partnerhochschulen zu studieren bzw. ihr praktisches Studiensemester oder ihre Abschlussarbeit im Ausland durchzuführen. Die Technische Hochschule Ulm bietet neben Bachelor- und Masterstudiengängen ein kooperatives Doktorat mit ausgewählten Universitäten in einem Promotionskolleg an. Zudem können Promotionen durch die betreuenden Professoren der THU selbst über den Promotionsverband der HAWen in Baden-Württemberg durchgeführt werden.
Mit dem Projekt der „Donauhochschulen“ betreibt die Hochschule ein internationales Netzwerk zwischen Hochschulen, Universitäten und Industrie entlang der Donau auf dem Themengebiet der regenerativen Energie und der effizienten Energienutzung, das verschiedene Austauschformate für Lehre, Forschung und Entwicklung organisiert.

## Studiengänge
An der THU werden 22 Bachelor-, 10 Master- und 11 Duale Studiengänge angeboten.

### Energiewirtschaft (B.Sc.)
Der Bachelorstudiengang Energiewirtschaft an der Technischen Hochschule Ulm wurde 2012 als erster seiner Art in Deutschland eingeführt und 2025 umfassend überarbeitet. Er vermittelt aktuelles, praxisnahes Wissen mit den Schwerpunkten Management und Unternehmensführung, Energieökonomik, nachhaltige Energietechnologien sowie Energie-Informationsmanagement. Ziel ist die Ausbildung von Fach- und Führungskräften für die energiewirtschaftliche Branche im Kontext der Energiewende.
Der Studiengang zeichnet sich durch eine enge Verzahnung von Theorie und Praxis aus. Lehrende mit Erfahrung in Unternehmen wie EnBW, E.ON oder Ernst & Young bringen fundiertes Praxiswissen ein. Studierende lernen in einem interdisziplinären Umfeld, innovative Geschäftsmodelle zu entwickeln und umzusetzen.
Ein breites Angebot an Wahlfächern, Projekten und Praktika ermöglicht eine individuelle Studiengestaltung. Ein optionales Auslandssemester an einer von über 60 Partnerhochschulen weltweit kann ohne Verlängerung der Regelstudienzeit absolviert werden.
Absolventinnen und Absolventen haben hervorragende Berufsaussichten in Bereichen wie Energieversorgung, Netzbetrieb, Energieberatung, Unternehmensberatung, öffentlicher Dienst oder Industrie. Aufbauend auf den Bachelor bietet die THU drei konsekutive Masterstudiengänge an.

## Architektur
Der Campus Prittwitzstraße der Technischen Hochschule Ulm wurde Ende der 1950er Jahre vom Architekten Günter Behnisch entworfen. Baubeginn war im Juli 1961. Bezogen wurden die Gebäude im November 1962. Aufgrund der angewandten Montagebauweise mit Betonfertigteilen wurde das Gebäude 2001 in die Liste der Kulturdenkmäler aufgenommen und steht seitdem unter Denkmalschutz.
Prägend sind die Reduktion auf wenige verwendete Materialien, wie Beton, Stahl und Glas sowie die organische Eingliederung der Konstruktion in die Hanglage und die klare, zeitlose Formsprache der Gebäude. Als erstes großes Bauwerk des Landes Baden-Württemberg wurde die Technische Hochschule Ulm im Roh- und Ausbau mit industriell gefertigten Betonteilen konstruiert. Da in Deutschland die Fertigung unterschiedlichster Betonteile nicht im industriellen Standard möglich war, wurde dafür eine niederländische Technologie verwendet.
Der zweite Campus am Standort Albert-Einstein-Allee wurde zuletzt 2021 durch einen Neubau ergänzt, der sich durch ein innovatives Energiekonzept (erneuerbar) auszeichnet.

## Einrichtungen
Forschung, Entwicklung und Transfer haben an der Technischen Hochschule Ulm ein eigenständiges Profil, das sich aus dem Bildungsauftrag der Hochschulen ableitet. Die THU verfügt über 14 Fakultäts-Institute, die in erster Linie der praxisnahen Lehre dienen, in denen aber auch Forschungsvorhaben durchgeführt werden. Die Dachorganisation für die Forschungsaktivitäten der THU ist das Institut für angewandte Forschung (IAF) als selbstständige zentrale Einrichtung. Das IAF betreibt sowohl Ressortforschung als auch Auftragsforschung für Unternehmen.
Ausgewählte zusätzliche Einrichtungen umfassen:

### Automotive Center
Das Automotive Center ist Teil des Instituts für Fahrzeugsysteme (IFS). Neben Labor-, Büro- und Werkstatträumen verfügt es über drei große Prüfstände auf Industrieniveau:
- Mobilhydraulik-Prüfstand
- Rollenprüfstand
- Motorenprüfstand

Die Prüfstände sind sowohl in der fakultätsübergreifenden Lehre als auch in anwendungsorientierten Forschungsprojekten in der Fahrzeugtechnik, Fahrzeugelektronik und Mobilhydraulik im Einsatz.

### Hydraulik Kompetenzzentrum
Das Kompetenzzentrum Hydraulik ist eine 2012 gegründete, ausschließlich aus privaten Mitteln finanzierte Einrichtung. Über eine Million Euro sind von den Gründungsmitgliedern auf fünf Jahre zugesagt, um eine Plattform für die Weiterentwicklung der Hydraulik-Fachausbildung und -Forschung zu schaffen und die eigene Innovationskraft zu stärken. Derzeit bündelt das Zentrum der Technischen Hochschule Ulm die Hydraulik-Fachkompetenz von fast 20 Firmen im süddeutschen Raum, deren Wettbewerbsfähigkeit in hohem Maße von qualifiziertem Nachwuchs mit einschlägigen Hydraulik-Kenntnissen abhängt. Die IHK Ulm fördert die Initiative mit 50.000 Euro pro Jahr. Als hochmoderne Laborausstattung für Lehre und angewandte Forschung stehen unter anderem ein Ventil-Prüfstand im Maschinenlabor, ein Hydraulik-Prüfstand im Automotive-Center und eine Prüfeinrichtung für Fluide und Ölzustandssensoren zur Verfügung.

### ZAFH Service-Robotik
Das Zentrum für Angewandte Forschung an Fachhochschulen (ZAFH) forscht an der THU im Bereich Service-Robotik, in dem Algorithmen und Verfahren entwickelt werden, um Service-Roboter zuverlässiger, alltagstauglicher und kostengünstiger zu machen. Eingerichtet wurde es im Rahmen einer wettbewerblichen Ausschreibung als Forschungsverbund der Technischen Hochschulen Ulm (Koordinator), Ravensburg-Weingarten und Mannheim, um die exzellente angewandte Forschung im Bereich der Servicerobotik zu bündeln, zu stärken und zu einem Exzellenzcluster auszubauen. Im Zeitraum von 1. Januar 2008 bis 31. März 2013 erfolgte die Förderung im Rahmen der Zukunftsoffensive IV „Innovation und Exzellenz“ und dem Europäischen Fonds für regionale Entwicklung (EFRE). Das ZAFH wird über die Förderphase hinaus als Exzellenzcluster weitergeführt und dient weiterhin als Anlaufstelle und Ansprechpartner für das Innovationsthema alltagstaugliche Serviceroboter.

### ZAFH MikroSens
Mit dem ZAFH „MikroSens - Innovative Millimeterwellen-Sensorik für industrielle Anwendungen“ soll kleineren und mittleren Unternehmen im Land neuartige und hochintegrierte Millimeterwellentechnik für verschiedene Applikationsfelder zugänglich gemacht werden. In dem Forschungsprojekt arbeiten die Technische Hochschule Ulm, die Hochschule Heilbronn und die Hochschule Pforzheim zusammen mit der Universität Ulm an der Umsetzung dieser Technik für neue Messaufgaben, beispielsweise in der Produktions- und Umwelttechnik. Das Projekt startete im September 2015 und wird mit rund 1,4 Millionen Euro vom Land Baden-Württemberg und der Europäischen Union gefördert.

## Studierendenvertretung
Seit Oktober 2013 ist die Studierendenvertretung der THU verfasst unter dem Namen „VS Ulm“. Die VS Ulm setzt sich für die Belange der Studierenden im Senat, den Fakultätsräten und den Studienkommissionen ein.
Neben der politischen Vertretung organisiert die VS Ulm auch verschiedene soziale Aktivitäten an der THU, wie die Weihnachtsfeier, das Sommerfest Grill'n'Chill oder die Orientierungswoche bei der Erstsemestereinführung.